# پل آدلستین
پل آدلستین (به انگلیسی: Paul Adelstein) بازیگر و هنرپیشه اهل ایالات متحده آمریکا است. از کارهای شاخص وی بازی در نقش پل کلرمن در سریال فرار از زندان و نقش کنونی او به عنوان پزشک متخصص اطفال (کوپر فریدمن) در سریال تمرین‌های خصوصی از بهترین کارهای اوست.
او ابتدا بازی را در تئاتر شروع و در سال ۱۹۹۰ با بازی در اولین فیلمش وارد دنیای بازیگری شد او در سال ۲۰۰۵ تا ۲۰۰۷ با بازی در فصل اول و دوم
سریال فرار از زندان مشهور شد و از او برای بازی در فصل چهارم
دعوت شد و او در قسمت ۲۱ این فصل حضور یافت. او هم‌اکنون در حال بازی در فیلم تمرین‌های خصوصی است .
از دیگر فیلم‌ها که او در آن بازی کرده می‌توان به آرام باش، شخص گمشده و پدیده اشاره کرد.